# Mauricio Hedman
Mauricio Oscar Hedman (Oberá, Misiones, 7 de mayo de 1970) es un ex-baloncestista profesional argentino. Jugaba habitualmente en la posición de ala-pívot, aunque también solía actuar como pívot. 
Formado en la cantera de Racing Club de Posadas, fue reclutado más tarde por Sport Club de Cañada de Gómez en la época en que León Najnudel estaba a cargo del equipo. Compitió durante 18 temporadas en la Liga Nacional de Básquet vistiendo las camisetas de Sport Club de Cañada de Gómez, Boca Juniors, Luz y Fuerza de Posadas, Estudiantes de Bahía Blanca, Olimpia de Venado Tuerto, Peñarol de Mar del Plata y Pico Football Club. Posteriormente jugó dos temporadas en el Torneo Nacional de Ascenso para Regatas San Nicolás, antes de retornar a Sport Club de Cañada de Gómez con el que disputó la Liga B.
Fue reconocido como Revelación de la Liga Nacional de Básquet de la temporada 1991-92. 
Con la selección de básquet de Argentina sólo participó del Campeonato Sudamericano de Baloncesto de 1993, en el cual el equipo nacional terminó en el segundo puesto.
En el Campeonato Argentino de Básquet jugó en diversas ocasiones con las selecciones de Misiones, Corrientes y Santa Fe. 

## Estadísticas de su carrera

### En Liga Nacional de Básquet
| Año     | Equipo                      | PJ | MPP  | %2P  | %3P | %TL  | RPP | APP | ROB | TPP | TO  | FP  | PPP  |  |
| ------- | --------------------------- | -- | ---- | ---- | --- | ---- | --- | --- | --- | --- | --- | --- | ---- |  |
| 1987    | Sport Club Cañadense        | 2  | 0,0  | 0,0  | 0,0 | 0,0  | 0,0 | 0,0 | 0,0 | 0,0 | 0,0 | 0,5 | 1    |  |
| 1988    | Sport Club Cañadense        | 2  | 6,5  | 25%  | 0%  | 100% | 3,5 | 0,5 | 0,5 | 0,5 | 0,0 | 0,0 | 2,0  |  |
| 1989    | Sport Club Cañadense        | 2  | 1,0  | 100% | 0%  | 50%  | 0,5 | 0,0 | 0,0 | 0,0 | 0,0 | 0,0 | 1,5  |  |
| 1990    | Sport Club Cañadense        | 4  | 1,8  | 0%   | 0%  | 50%  | 0,3 | 0,0 | 0,0 | 0,0 | 0,0 | 0,3 | 0,3  |  |
| 1990-91 | Sport Club Cañadense        | 15 | 3,9  | 50%  | 0%  | 50%  | 0,8 | 0,0 | 0,0 | 0,0 | 0,0 | 0,7 | 1,4  |  |
| 1991-92 | Sport Club Cañadense        | 34 | 13,5 | 47%  | 0%  | 64%  | 3,3 | 0,1 | 0,6 | 0,4 | 0,4 | 2,1 | 4,6  |  |
| 1992-93 | Sport Club Cañadense        | 53 | 30,3 | 57%  | 38% | 78%  | 6,2 | 0,5 | 1,0 | 0,9 | 1,5 | 3,6 | 11,5 |  |
| 1993-94 | Sport Club Cañadense        | 55 | 28,4 | 60%  | 31% | 76%  | 5,1 | 0,8 | 0,8 | 1,1 | 1,3 | 3,4 | 11,1 |  |
| 1994-95 | Boca Juniors                | 50 | 25,0 | 51%  | 26% | 79%  | 4,5 | 0,8 | 0,7 | 0,9 | 1,4 | 3,2 | 9,4  |  |
| 1995-96 | Luz y Fuerza de Posadas     | 51 | 20,4 | 48%  | 23% | 84%  | 4,2 | 0,4 | 0,7 | 0,4 | 1,2 | 2,9 | 6,5  |  |
| 1996-97 | Estudiantes de Bahía Blanca | 51 | 24,1 | 55%  | 50% | 73%  | 4,8 | 0,5 | 1,0 | 0,4 | 1,6 | 3,1 | 9,3  |  |
| 1997-98 | Estudiantes de Bahía Blanca | 47 | 15,3 | 52%  | 33% | 75%  | 3,0 | 0,2 | 0,4 | 0,4 | 0,9 | 2,1 | 4,8  |  |
| 1998-99 | Olimpia de Venado Tuerto    | 51 | 17,2 | 60%  | 33% | 83%  | 3,4 | 0,5 | 0,6 | 0,4 | 1,2 | 2,2 | 6,4  |  |
| 1999-00 | Olimpia de Venado Tuerto    | 49 | 27,1 | 63%  | 30% | 86%  | 4,3 | 1,0 | 0,6 | 0,5 | 1,8 | 3,2 | 11,3 |  |
| 2000-01 | Peñarol                     | 39 | -    | 54%  | 11% | 77%  | 1,7 | 0,2 | 0,2 | 0,3 | 0,4 | 1,8 | 2,4  |  |
| 2001-02 | Peñarol                     | 45 | 19,2 | 57%  | 23% | 85%  | 4,3 | 0,4 | 0,5 | 0,3 | 1,0 | 2,3 | 6,9  |  |
| 2002-03 | Estudiantes de Bahía Blanca | 38 | 24,3 | 57%  | 28% | 84%  | 5,3 | 0,7 | 0,7 | 0,7 | 1,2 | 2,4 | 11,1 |  |
| 2003-04 | Pico Football Club          | 48 | 20,1 | 63%  | 33% | 77%  | 4,0 | 0,4 | 0,3 | 0,3 | 0,9 | 3,3 | 7,9  |  |
| Total   |                             |    |      |      |     |      |     |     |     |     |     |     |      |  |

### En Torneo Nacional de Ascenso
| Año     | Equipo                      | PJ | MPP  | %2P | %3P | %TL | RPP | APP | ROB | TPP | TO  | FP  | PPP ! |  |
| ------- | --------------------------- | -- | ---- | --- | --- | --- | --- | --- | --- | --- | --- | --- | ----- |  |
| 2004-05 | Club de Regatas San Nicolás | 36 | 28,0 | 59% | 39% | 76% | 7,6 | 0,8 | 0,5 | 1,2 | 1,5 | 2,8 | 12,8  |  |
| 2005-06 | Club de Regatas San Nicolás | 33 | 22,0 | 58% | 28% | 85% | 5,1 | 0,4 | 0,5 | 0,5 | 1,3 | 2,4 | 8,3   |  |
| Total   |                             |    |      |     |     |     |     |     |     |     |     |     |       |  |